# Erma Bossi
Erma Bossi all'anagrafe Erminia Bosich (Pola, 9 giugno 1875 – Cesano Boscone, 14 aprile 1952) è stata una pittrice italiana. Si trasferì a Monaco di Baviera, ove fu un'esponente del modernismo. La sua produzione è stata in gran parte decimata dalla due guerre mondiali e dalla politica culturale dei nazionalsocialisti. Nel 2013, le è stata dedicata una mostra personale nel Museo del Castello di Murnau. Fino a quel momento si conoscevano appena due dozzine di opere di Bossi, tanto che il loro ruolo nello sviluppo complessivo dell'arte moderna è stato a lungo sottovalutato.

## Biografia

### Esordi
Le notizie su questo periodo erano estremamente scarse. La ricerca a Trieste ha consentito di trovare importanti dati precisi sulla biografia di Bossi. Portò a termine gli studi al liceo femminile comunale di Trieste, che preparava i suoi studenti per l'insegnamento. Nel 1889, la stampa locale menzionò per la prima volta il nome di Erminia Bosich in relazione agli attraenti prodotti artistici che la sua scuola presentò al pubblico in una mostra. L'anno successivo i disegni di Bossi furono lodati. Nel 1892 fu addirittura emesso il verdetto "brillante". Dal 1900 circa si chiamò Erma Bossi.
Nel 1912 fu scritto di lei: “L'artista sviluppò un talento agile e ricco sotto certe difficoltà”, queste iniziarono ovviamente dopo la sua prima mostra personale a Trieste nel 1897. All'epoca la stampa la incoraggiava a “proseguire gli studi artistici, per i quali mostra un'inclinazione superiore alla media”. Alla fine dell'anno Bossi viene ammessa come membro del “Circolo degli artisti triestini”. A questa associazione apparteneva anche Carlo Wostry, che nel 1902 dipinse un ritratto di Bossi, al quale appose un'eloquente dedica: "L'onorevole collega".

### Studi a Monaco
"A metà del 1904 Erma è a Monaco di Baviera" e ha studiato "secondo le sue stesse dichiarazioni con i professori Anton Ažbe e Heinrich Knirr". Il suo arrivo nella capitale bavarese sembra essere stato determinato in modo affidabile, perché Ažbe morì l'anno successivo. Di conseguenza, Bossi ha conosciuto personalmente gli sloveni. Si sospetta che altre strutture di studio frequentate da Bossi a Monaco siano l'accademia delle donne dell'associazione degli artisti femminili, ma anche il gruppo Phalanx di Vasilij Kandinskij. Resta discutibile quando Bossi si recò per la prima volta a Parigi per continuarvi i suoi studi. Uno dei suoi dipinti non datati, che ha copiato dalla "Madonna del Coniglio" di Tiziano al Louvre, pone un enigma al riguardo.

### Membro della Neue Künstlervereinigung München
I contatti con i pittori che fondarono la Neue Künstlervereinigung München ("Nuova unione artistica di Monaco") (N.K.V.M.) nel 1909 non si erano estesi solo attraverso Kandinskij e Gabriele Münter negli anni precedenti. Se Alexej von Jawlensky pensa di poter dire nelle sue memorie: «Nel 1909 ho fondato con Kandinsky, Werefkin, Bossy [sic], Adolf Erbslöh Erbslöh e il Dr. Fischer il N.K.V.M.», si sbaglia, ma è facile capire dalla sua dichiarazione che ha conosciuto Bossi prima. Ciò è tanto più probabile perché è stato dimostrato che Bossi soggiornò nella stessa pensione a Murnau am Staffelsee nel 1908, dove vissero anche Kandinskij, Münter, Werefkin e Jawlensky. Inoltre, la moglie di Erbslöh, Adeline testimoniò di aver incontrato Bossi prima del 1909. Il rapporto dello storico dell'arte Otto Fischer è certamente corretto al riguardo: la N.K.V.M. «è stata fondata nel gennaio 1909. [...] Nel corso dello stesso anno si unirono all'associazione: Paul Baum, Vladimir Georgievič Bechteev, Erma Bossi, Karl Hofer, Moisej Kogan e Aleksandr Sacharov.»

### 1909, partecipazione alla Prima mostra della N.K.V.M.
Bossi partecipò alla prima mostra con sei dipinti. Il dipinto "Circo" mostrato all'epoca è stato conservato ed è ora in prestito permanente alla Städtische Galerie im Lenbachhaus di Monaco. Questo è un dipinto che è stato rivelatore per lo sviluppo della scena artistica di Monaco dell'epoca. È uno dei suoi primi dipinti espressionisti conosciuti e mostra chiare influenze di Henri de Toulouse-Lautrec, Georges Seurat e Henri-Gabriel Ibels. Bossi aveva sviluppato un debole per l'arte di Paul Cézanne in particolare, che apparentemente condivideva con il suo collega Pietro Marussig di Trieste.
I dipinti di Bossi confermano anche che non furono i Fauves o lo stesso Henri Matisse a influenzare l'improvviso sviluppo della pittura espressionista e astratta a Monaco dal 1908/09. Perché si riferiscono alle fonti da cui attinsero i Fauves, ovvero i dipinti di Vincent van Gogh, Paul Gauguin e dei suoi successori, i Nabis. Ma Edvard Munch, formatosi in Francia e orientato verso Okumura Masanobu, giocò un ruolo decisivo nella scoperta di sé della maggior parte dei pittori che fecero carriera a Schwabing. Bossi va annoverata tra loro. Secondo il catalogo della mostra della N.K.V.M., Bossi visse a Monaco nel 1909.

### 1910, partecipazione alla seconda mostra della N.K.V.M.
Alla seconda mostra della N.K.V.M. nel 1910 Bossi partecipò con sei opere. Si sono conservati una Natura morta e un dipinto con il titolo Notte di luna. In quest'ultimo quadro praticava la pittura tono su tono, un'invenzione di Louis Anquetin, con la quale arricchì il cloisonnisme. All'epoca della N.K.V.M. fu molto apprezzato il modo di Anquetin di guardare il mondo attraverso un vetro monocolore per trasferire sulla tela l'impressione così ottenuta. Lo stile pittorico di Anquetin era molto apprezzato anche da Marianne von Werefkin, [Alexej von Jawlensky e, in particolare, Münter.
Due cartoline a Münter e Kandinskij documentano un viaggio in Italia nel settembre 1910 e la loro presenza a Monaco in dicembre. Inoltre, Münter l'ha raffigurata in tre disegni a matita in una situazione che mostra in una conversazione con Kandinskij a un tavolo della Russenhaus a Murnau am Staffelsee. Münter ha realizzato i suoi schizzi di questo interno in tre dipinti che possono essere datati in modo diverso. Il quadro più grande, realizzato nel 1912, si trova nella Städtische Galerie im Lenbachhaus a Monaco, il secondo nel Museo del Castello di Murnau e il terzo in una collezione privata. Bossi realizzò un "Ritratto di Marianne Werefkin" intorno al 1910, che equivale a un omaggio alla modella. Si trova nella Städtische Galerie im Lenbachhaus a Monaco di Baviera. Secondo il catalogo della mostra della N.K.V.M. Bossi visse a Monaco nel 1910. Dal dicembre 1910 al gennaio 1911 si tenne a Mosca la prima mostra della società di artisti Karo-Bube guidata da Michail Fëdorovič Larionov. Vi esposero i più importanti artisti d'avanguardia russi e francesi. La N.K.V.M. era rappresentato da Bechteev, Bossi, Erbslöh, Jawlensky, Kandinsky, Alexander Kanoldt, Münter e Werefkin. Bossi ha mostrato i suoi dipinti "Café Blanche" e "Moulin Rouge" in questa mostra.

### 1911, partecipazione alla terza mostra della N.K.V.M.
Nel 1911 era alla terza mostra della N.K.V.M. rappresentato da quattro immagini, di cui solo il titolo "Sotto le palme" è noto in senso figurato. Già nel 1912, questo dipinto aveva fatto collegare la pittura di Bossi a quella di Gauguin.È elencato in catalogo con il doppio nome "Barrera-Bossi, Erma, Paris". Di conseguenza, secondo il catalogo della mostra della N.K.V.M. - si stabilì nella capitale francese. Là si dice che abbia lavorato nello studio di Paul Sérusier e abbia partecipato alla mostra al Salon d'Automne nel 1915. Contrariamente all'opinione precedente, Bossi non si sposò mai, ma aggiunse il nome del tenore italiano Carlo Barrera al suo nome d'arte, "il suo grande amore", come segno del suo legame con lui.

### Trasferimento dalla Francia all'Italia
Un documento ha confermato che Bossi aveva il passaporto italiano dal 1920 e che visse stabilmente a Milano dal 1921. Per gli anni dal 1926 al 1949 si può ricostruire che partecipò a 26 mostre collettive svoltesi a Bergamo, Firenze, Milano, Trieste e Venezia. Dopo la seconda guerra mondiale partecipò a mostre collettive a Belgrado, Hannover, Milano, Monaco di Baviera, New York e Trieste.